# Thần tượng áo tắm

Các người mẫu áo tắm chụp ảnh trong sự kiện tại Akihabara

Thần tượng áo tắm, thần tượng nội y hay gravure idol (tiếng Nhật: グラビアアイドル, gurabia aidoru), thường được viết tắt là gradol (tiếng Nhật: グラビアアイドル, guradoru), là những nữ người mẫu Nhật Bản xuất hiện chủ yếu trong trang phục đồ bơi hoặc đồ lót trên các tạp chí, đặc biệt là tạp chí của nam giới, sách ảnh hoặc DVD.
Gravure (tiếng Nhật: グラビア) là một thuật ngữ Wasei-eigo bắt nguồn từ từ "Rotogravure", là một quá trình in ấn chìm, in ống đồng, đã từng là một phương pháp chính để in ấn báo chí. Quá trình in ống đồng vẫn được sử dụng cho in ấn thương mại của các tạp chí, bưu thiếp, bìa các - tông hay bao bì sản phẩm (bao gồm cả tạp chí dành cho nam giới, tạp chí khiêu dâm). Khi dịch sang tiếng Anh, thuật ngữ "gravure" được sử dụng thay thế cho "cheesecake photograph" (ảnh mát mẻ) hoặc "pin-up girl" (gái đẹp).
Thần tượng áo tắm xuất hiện nhiều trong ngành công nghiệp quảng cáo và phim ảnh, truyền thông của Nhật Bản, hoàn toàn khác với ngành công nghiệp phim người lớn của nước này. Hình ảnh của họ được tạo dáng chủ yếu nhằm vào đối tượng khán giả nam với các tư thế, hoạt động kích thích gợi dục. Tuy nhiên mục đích ban đầu của các photoshot là thể hiện một không khí vui đùa tươi mát và trong sáng chứ không phải trực tiếp mang tính kích thích tình dục. 

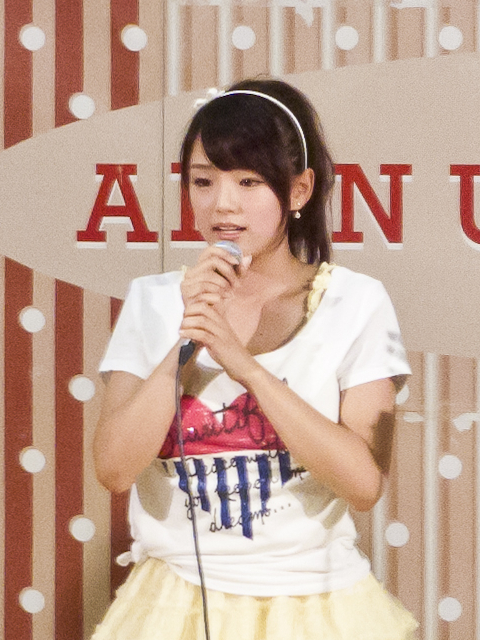
Shinozaki Ai - 1 thần tượng áo tắm nổi tiếng.

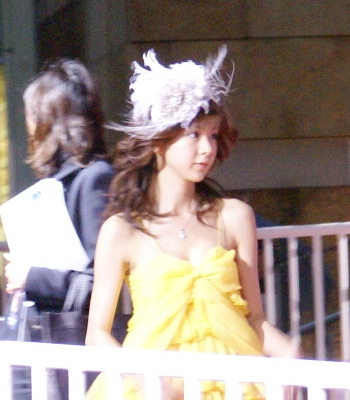
Hoshino Aki - 1 thần tượng áo tắm

Mặc dù trang phục của các "gravure idol" là các bộ áo tắm gợi cảm, khoe một cách nhiều nhất cơ thể của họ, bộ ngực và vòng 3 thường không được phô ra trực diện và họ hiếm khi xuất hiện khỏa thân. Điều này cũng được áp dụng cho các thần tượng áo tắm có bộ ngực lớn diễn trong các video DVD, họ thường thực hiện các hoạt động thể thao chạy nhảy sao cho bộ ngực lớn của mình lắc lư.
Thần tượng áo tắm có thể là các thiếu nữ đôi mươi hoặc đến đầu tuổi ba mươi. Ngoài việc xuất hiện trên photoshot tạp chí chủ đạo, thần tượng áo tắm thường phát hành sách ảnh chuyên nghiệp của mình và DVD cho người hâm mộ.
Nhiều nữ diễn viên, diễn viên AV hay ca sĩ nổi tiếng tại Nhật Bản khởi đầu sự nghiệp của họ từ việc làm thần tượng áo tắm, ví dụ như Shinozaki Ai, Eriko Sato, Miwako Kakei, Fumika Baba.
Ngoài concept bikini hoặc đồ lót gợi cảm, thần tượng áo tắm còn có thể xuất hiện với các photoshot đồng phục nữ sinh, thời trang đường phố hay kimono, yukata (trang phục truyền thống của người Nhật).